# Oligodon ningshaanensis
Oligodon ningshaanensis este o specie de șerpi din genul Oligodon, familia Colubridae, descrisă de Yuan 1983. Conform Catalogue of Life specia Oligodon ningshaanensis nu are subspecii cunoscute.